# Rasskazovka
Rasskazovka (Russisch: Рассказовка) is een station aan de Kalininsko-Solntsevskaja-lijn van de Moskouse metro. Het station is op 30 augustus 2018 geopend als het voorlopig zuidelijke eindpunt van de Solntsevskaja-radius. Op 6 september 2023 werd de verlenging tot de Internationale Luchthaven Vnoekovo geopend, waarmee een rechtstreekse metroverbinding tussen het zakencentrum en de luchthaven gerealiseerd werd.

## Bouw
De bouw van het station en de aansluitende tunnels werd in 2013 ter hand genomen door bouwbedrijf IBT.
- December 2013 – maart 2014: Voorbereidende werkzaamheden, technische onderzoeken en geologische verkenningen.
- April 2014: Bouw van de startschacht begint
- Mei 2014: Begin van de bouw van damwanden rond het station
- Juli 2014: De directeur van IBT kondigt aan dat de booractiviteiten in september zullen beginnen
- 23 januari 2015: Tunnelboormachine Natalia begint in Ramenki met het boren van de eerste tunnelbuis richting Rasskazovka.
- Juni 2015: De dragende zuilen in het station zijn voltooid. Andere betonconstructies voor het station zijn in aanbouw en het station wordt afgedicht tegen het water van buitenaf.
- 5 november 2015: De rechter tunnel tussen Novoperedelkino en Rasskazovka is voltooid.
- Januari en februari 2016: Bouw van de linker tunnel tussen Novoperedelkino en Rasskazovka.
- 2 februari 2017: Start van het leggen van de rails in de tunnels tussen Novoperedelkino en Rasskazovka.
- 14 februari 2017: Ruwbouw van het station is gereed.
- 23 mei 2017: De bouw van het eilandperron is gereed.
- 15 juni 2017: Afwerking van het perron met graniet is voltooid.
- 27 juni 2017 – 8 november 2017 : Afwerking van de muren en dragende zuilen ronde het perron en in de verdeelhallen met cermetpanelen.
- 16 januari 2018: Verlichting in het station geïnstalleerd.
- 12 maart 2018: Ondergrondse deel van het station voltooid, begin van de bouw van de toegangsgebouwen.
- 22 mei 2018: Het station is klaar voor gebruik.
- 21 juni 2018: Oplevering van het station.
- Augustus 2018: Proefritten naar en van het station.
- 25 augustus 2018: Technische koppeling van het nieuwe baanvak aan het bestaande deel van de Solntsevskaja-radius
- 30 augustus 2018:  Opening van het station als 222e van de Moskouse metro

## Ligging en inrichting
Het station ligt aan de noordkant van de Borovskoje Sjosse ter hoogte van het dorp Rasskazovka en de nieuwbouwwijk van Peredelkino. De twee ondergrondse verdeelhallen liggen aan weerszijden van de Oelitsa Korneja Tsjoerkovskogo die onder het viaduct van de Borovskoje Sjosse  doorloopt en Peredelkino met Rasskazovka aan de zuidkant verbindt. Naast het station wordt een nieuw bestuursgebouw voor Vnoekovo en een winkelcentrum opgetrokken. Tevens komen er haltes voor overig openbaar vervoer zoals busverbindingen met Kommoenarka en Boetovo en een lightraillijn naar de voorstadshalte Mitsjoerinets aan de noordkant van Peredelkino. 
In het station staan twee kunstwerken: 
- Een compositie van een metrobouwer en een schrijver bij een stapel rails
- Een deel van het boorschild van tunnelboormachine Natalia

Het station is een ondiep gelegen zuilenstation waarin de vormgevers de art-deco stijl hebben gecombineerd met een leeszaal van de openbare bibliotheek. De wanden langs de sporen zijn bekleed met cermetplaten met een afbeelding van boeken op de boekenplank. Op het perron staan “archiefkasten” met op de “lades” de namen van bekende Russen en een QR-code voor nadere informatie. Bij de dragende zuilen staan banken met daar boven citaten van beroemdheden. De vloer van het perron is bekleed met twee-kleurig graniet in een schaakbord patroon. De verlichting boven de perrons bestaat uit lichtbalken in een vierkant patroon terwijl lichtbalken boven de rand van het perron over de volle lengte doorlopen.